# The Fugitive (1993)
The Fugitive is een in 1993 uitgebrachte Amerikaanse thriller, gebaseerd op de gelijknamige televisieserie uit de jaren 60 van de 20e eeuw. De film is geregisseerd door Andrew Davis. Hoofdrollen worden vertolkt door Harrison Ford, Tommy Lee Jones en Jeroen Krabbé.
De film was een succes en won onder andere Academy Awards en Golden Globes.

## Verhaal
Als Richard Kimble (Harrison Ford) 's avonds thuiskomt, wordt hij belaagd door een insluiper. Deze man heeft Kimbles vrouw Helen (Sela Ward) vermoord. Er ontstaat een worsteling, waarbij Kimble ontdekt dat de belager een armprothese heeft en deze beschadigt. De eenarmige weet te ontkomen. De ingeschakelde politie gelooft Kimbles verhaal van de insluiper echter niet, en verdenkt hemzelf. Kimble wordt ook door de rechter schuldig bevonden en veroordeeld tot de doodstraf en per bus naar een andere gevangenis vervoerd. Tijdens dit gevangenentransport wordt een ontsnappingspoging door andere gevangen gedaan waardoor uiteindelijk een trein op de bus botst en Kimble en een andere gevangene kunnen ontsnappen. US Marshal Samuel Gerard (Tommy Lee Jones) is belast met de opsporing van de ontsnapte gevangenen en zet een klopjacht in. Kimble weet later arrestatie te voorkomen door van een hoge stuwdam het water in te springen.
Kimble keert vermomd als schoonmaker terug naar het ziekenhuis waar hij als arts gewerkt heeft en probeert daar de identiteit van de eenarmige man en zijn motief voor de moord op zijn vrouw te achterhalen. Het lukt hem een lijst te maken met eenarmige patiënten die recentelijk zijn behandeld. Verder komt Kimble erachter dat een collega-arts, zijn vriend Charles Nichols (Jeroen Krabbé), onderzoeksgegevens heeft vervalst ten behoeve van een farmaceutisch bedrijf om een nieuw geneesmiddel op de markt te kunnen brengen. Gerard komt Kimble opnieuw op het spoor als hij (als schoonmaker) zich (levensreddend) bemoeit met een gewond kind en daardoor de aandacht trekt van de arts die primair verantwoordelijk is voor dat kind. Kimble weet opnieuw te ontkomen. Wel wordt Gerard duidelijk wat Kimble in het ziekenhuis zocht en hij gaat, net als Kimble, eenarmige patiënten na.
Kimble ontdekt dat de eenarmige, oud-politieman Frederick Sykes (Andreas Katsulas), ook bekend is met het farmaceutische bedrijf en het lukt Kimble om Gerard naar het huis van Sykes te lokken. Sykes wordt vervolgens ook door Gerards mensen geschaduwd, maar hij weet hen af te schudden. Sykes krijgt instructies om Kimble alsnog te vermoorden en hij gaat achter Kimble aan. In de daaropvolgende confrontatie schiet Sykes een agent dood. Kimble wordt echter door de politie van Chicago als dader beschouwd. Kimble weet opnieuw te ontkomen en wil Nichols confronteren met het feit dat hij gegevens vervalst heeft. Hij doet dat juist op het moment dat Nichols in een hotel voor een zaal staat te speechen over het geneesmiddel.
Intussen komt zowel Gerard als de politie van Chicago ter plaatse aan. Omdat Gerard vreest dat Kimble door de politie van Chicago zal worden neergeschoten, probeert hij als eerste Kimble te arresteren. Nichols en Kimble raken in gevecht en belanden uiteindelijk in de wasserette van het hotel.
Gerard komt daar ook aan, voordat de politie van Chicago dat doet, en hij vertelt dat hij inmiddels ook weet hoe alles in elkaar steekt. Nichols staat daarna op het punt om Gerard neer te schieten, maar Kimble voorkomt dat door Nichols met een pijp neer te slaan. Nichols wordt gearresteerd en Gerard neemt de door hem geboeide Kimble mee naar zijn wagen, waar hij hem verlost van zijn handboeien.

## Rolverdeling
| Acteur            | Personage                   |
| ----------------- | --------------------------- |
| Harrison Ford     | Dr. Richard Kimble          |
| Tommy Lee Jones   | Marshal Samuel Gerard       |
| Joe Pantoliano    | Deputy Marshal Cosmo Renfro |
| Jeroen Krabbé     | Dr. Charles Nichols         |
| Julianne Moore    | Dr. Anne Eastman            |
| Sela Ward         | Helen Kimble                |
| Daniel Roebuck    | Deputy Marshal Robert Biggs |
| Tom Wood          | Deputy Marshal Noah Newman  |
| L. Scott Caldwell | Deputy Marshal Pool         |
| Ron Dean          | Detective Kelly             |
| Joseph F. Kosala  | Detective Rosetti           |
| Jane Lynch        | Dokter Kathy Wahlund        |

## Achtergrond

### Productie
Hoewel de film zich grotendeels afspeelt in Illinois, vonden de opnames voor het merendeel plaats in Jackson County, North Carolina, in de Great Smoky Mountains. De scène waarin de bus met de gevangenen crasht werd gefilmd bij de Great Smoky Mountains Railroad net buiten Dillsboro. De scènes in het ziekenhuis nadat Kimble is ontsnapt, werden gefilmd in het Harris Regional Hospital in Sylva. De Cheoahdam werd gebruikt voor de scène waarin Kimble in het water springt.
De rest van de opnames vond plaats in Chicago.

### Opvolger en roman
Tommy Lee Jones kwam een paar jaar later terug als Samuel Gerard in de vervolgfilm U.S. Marshals, net als alle andere acteurs die rollen van Marshals speelden. In deze film moeten de Marshals ontsnapte gevangene Mark Roberts (Wesley Snipes) zien aan te houden.
Jeanne Kalogridis schreef een romanversie van de film, waarin enkelen van de personages nader belicht worden.

### Uitgave en ontvangst
The Fugitive werd goed ontvangen door critici en kijkers. Op Rotten Tomatoes was 96% van de beoordelingen positief. Roger Ebert gaf de film in zijn beoordeling de maximumscore van vier sterren. Het enige waar critici wel negatief over waren, was het slot van de film, waaraan complottheorieën en politieke elementen waren toegevoegd.
In Amerika bracht The Fugitive 6 weken lang van alle films het meeste op aan entreegelden. De totale wereldwijde opbrengst kwam uit op 368.875.760 dollar.

## Prijzen en nominaties
The Fugitive won in totaal 11 prijzen, en werd voor nog eens 19 prijzen genomineerd.
The Fugitive werd genomineerd voor zeven Academy Awards, waarvan hij die voor “Beste mannelijke bijrol” (Tommy Lee Jones) won. De overige nominaties waren:
- Beste film
- Beste cinematografie
- Beste geluidseffecten
- Beste montage
- Beste originele muziek
- Beste geluid

De andere gewonnen prijzen zijn:
- De ASCAP Award voor Top Box Office Films
- De BAFTA Award voor beste geluid
- De Blockbuster Entertainment Award voor favoriete acteur (Harrison Ford)
- De CAS Award voor Outstanding Achievement in Sound Mixing for a Feature Film
- De Golden Globe voor beste mannelijke bijrol (Tommy Lee Jones)
- De KCFCC Award voor beste mannelijke bijrol (Tommy Lee Jones)
- De LAFCA Award voor beste mannelijke bijrol (Tommy Lee Jones)
- 2 MTV Movie Awards: beste actiescène en beste filmduo (Ford en Jones)
- De SEFCA Award voor beste mannelijke bijrol (Tommy Lee Jones)

## Trivia
- In de aflevering "An Uncle in the Business" (vierde seizoen, zevende aflevering) van Renegade wordt verwezen naar The Fugitive. De hoofdpersoon in die televisieserie, genaamd Reno Raines (Lorenzo Lamas), is eveneens ten onrechte veroordeeld en daarom op de vlucht.